# Фуяра
Фуяра (словац. fujara) — традиционный словацкий деревянный духовой инструмент, продольная флейта с тремя отверстиями.
Имеет большой размер (от полутора метров). Фуяра возникла как пастушеский инструмент и обычно используется сольно. Входит в списки шедевров устного и нематериального культурного наследия и нематериального культурного наследия человечества.